# Общая теория относительности

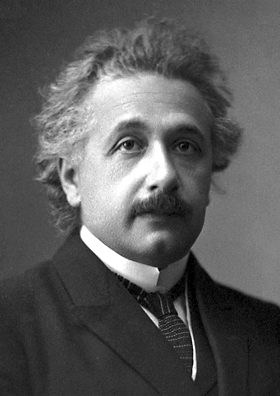
Альберт Эйнштейн (автор общей теории относительности), 1921 год

О́бщая тео́рия относи́тельности (ОТО; нем. allgemeine Relativitätstheorie) — общепринятая в настоящее время теория тяготения, описывающая тяготение как проявление геометрии пространства-времени. Предложена Альбертом Эйнштейном 25 ноября 1915 года.
В этой теории постулируется, что гравитационные и инерциальные силы имеют одну и ту же природу. Отсюда следует, что гравитационные эффекты обусловлены не силовым взаимодействием тел и полей, находящихся в пространстве-времени, а деформацией самого́ пространства-времени, которая связана, в частности, с присутствием массы-энергии.
Общая теория относительности отличается от других метрических теорий тяготения использованием уравнений Эйнштейна для связи кривизны пространства-времени с присутствующей в нём материей.
ОТО в настоящее время — самая успешная теория гравитации, хорошо подтверждённая наблюдениями и рутинно используемая в астрономии и в инженерных приложениях, таких как системы спутниковой навигации. Первый успех общей теории относительности состоял в объяснении аномальной прецессии перигелия Меркурия. Затем, в 1919 году, Артур Эддингтон сообщил о наблюдении отклонения света вблизи Солнца в момент полного солнечного затмения, что качественно и количественно подтвердило предсказания общей теории относительности. С тех пор многие другие наблюдения и эксперименты подтвердили значительное количество предсказаний теории, включая гравитационное замедление времени, гравитационное красное смещение, задержку сигнала в гравитационном поле и гравитационное излучение. Кроме того, многочисленные наблюдения интерпретируются как подтверждения одного из самых таинственных и экзотических предсказаний общей теории относительности — существования чёрных дыр.
Несмотря на ошеломляющий успех общей теории относительности, в научном сообществе существует дискомфорт, связанный, во-первых, с тем, что её не удаётся переформулировать как классический предел квантовой теории, а во-вторых, с тем, что сама теория указывает границы своей применимости, так как предсказывает появление неустранимых физических расходимостей при рассмотрении чёрных дыр и вообще сингулярностей пространства-времени. Для решения этих проблем был предложен ряд альтернативных теорий, некоторые из которых являются квантовыми. Современные экспериментальные данные, однако, указывают, что любого типа отклонения от ОТО должны быть очень малыми, если они вообще существуют.
Значение общей теории относительности выходит далеко за пределы теории тяготения. В математике специальная теория относительности стимулировала исследования в области теории представлений групп Лоренца в гильбертовом пространстве, а общая теория относительности стимулировала исследования по обобщению
геометрии Римана и возникновение дифференциальной геометрии пространств аффинной связности, а также разработку теории представлений непрерывных групп Ли.

Теорию относительности я рассматриваю как пример, показывающий, как фундаментальное научное открытие, иногда даже вопреки воле его автора, даёт начало новым плодотворным направлениям, развитие которых происходит далее по их собственному пути.— В. Паули

## История
Общая теория относительности создавалась в течение 8 лет, с 1907 по 1915 г.. Исходным пунктом для её разработки послужило стремление Эйнштейна обобщить теорию относительности для систем отсчета, движущихся с ускорением, закона всемирного тяготения и найти связь между инерцией и силой тяжести. Из принципа эквивалентности сил гравитации и инерции следует, что неподвижная система отсчета в постоянном однородном поле тяготения эквивалентна ускоренно движущейся системе отсчета. Используя этот факт, в 1912 г. Эйнштейн выдвинул идею использования римановой геометрии вместо евклидовой геометрии в качестве математического аппарата общей теории относительности (диск Эйнштейна). Благодаря помощи математика М. Гроссмана и использованию теории инвариантов в 1915 г. были исправлены ошибки предыдущих работ и получены уравнения общей теории относительности.

## Основные принципы общей теории относительности

### Необходимость модификации ньютоновской теории гравитации
Классическая теория тяготения Ньютона основана на понятии силы тяготения, которая является дальнодействующей силой: она действует мгновенно на любом расстоянии. Этот мгновенный характер действия несовместим с понятием поля в современной физике. В теории относительности никакое взаимодействие не может распространиться быстрее скорости света в вакууме.
Математически сила гравитации Ньютона выводится из потенциальной энергии тела в гравитационном поле. Потенциал гравитации, соответствующий этой потенциальной энергии, подчиняется уравнению Пуассона, которое не инвариантно при преобразованиях Лоренца. Причина неинвариантности заключается в том, что энергия в специальной теории относительности не является скалярной величиной, а переходит во временну́ю компоненту 4-вектора. Векторная же теория гравитации оказывается аналогичной теории электромагнитного поля Максвелла и приводит к отрицательной энергии гравитационных волн, что связано с характером взаимодействия: одноимённые заряды (массы) в гравитации притягиваются, а не отталкиваются, как в электромагнетизме. Таким образом, теория гравитации Ньютона несовместима с фундаментальным принципом специальной теории относительности — инвариантностью законов природы относительно преобразований Лоренца, а прямое векторное обобщение теории Ньютона, впервые предложенное Пуанкаре в 1905 году в его работе «О динамике электрона», приводит к физически неудовлетворительным результатам.
Эйнштейн начал поиск теории гравитации, которая была бы совместима с принципом инвариантности законов природы относительно любой системы отсчёта. Результатом этого поиска явилась общая теория относительности, основанная на принципе тождественности гравитационной и инертной массы.

### Принцип равенства гравитационной и инертной масс
В нерелятивистской механике существует два понятия массы: первое относится ко второму закону Ньютона, а второе — к закону всемирного тяготения. Первая масса — инертная (или инерционная) — есть отношение негравитационной силы, действующей на тело, к его ускорению. Вторая масса — гравитационная — определяет силу притяжения тела другими телами и его собственную силу притяжения. Эти две массы измеряются, как видно из описания, в различных экспериментах, поэтому совершенно не обязаны быть связанными, а тем более — пропорциональными друг другу. Однако их экспериментально установленная строгая пропорциональность позволяет говорить о единой массе тела как в негравитационных, так и в гравитационных взаимодействиях. Подходящим выбором единиц можно сделать эти массы равными друг другу.
Иногда принцип равенства гравитационной и инертной масс называют слабым принципом эквивалентности. Идея принципа восходит к Галилею, и в современной форме он был выдвинут ещё Исааком Ньютоном, а равенство масс было проверено им экспериментально с относительной точностью 10−3. В конце XIX века более тонкие эксперименты провёл фон Этвёш, доведя точность проверки принципа до 10−9. В течение XX века экспериментальная техника позволила подтвердить равенство масс с относительной точностью 10−12—10−13 (Брагинский, Дикке и т. д.). На 2022 год при помощи космического эксперимента MICROSCOPE выполнение слабого принципа эквивалентности подтверждено на уровне 10−15.

### Принцип движения по геодезическим линиям
Если гравитационная масса точно равна инерционной, то в выражении для ускорения тела, на которое действуют лишь гравитационные силы, обе массы сокращаются. Поэтому ускорение тела, а следовательно, и его траектория не зависит от массы и внутреннего строения тела. Если же все тела в одной и той же точке пространства получают одинаковое ускорение, то это ускорение можно связать не со свойствами тел, а со свойствами самого́ пространства в этой точке.
Таким образом, описание гравитационного взаимодействия между телами можно свести к описанию пространства-времени, в котором двигаются тела. Эйнштейн предположил, что тела движутся по инерции, то есть так, что их ускорение в собственной системе отсчёта равно нулю. Траектории тел тогда будут геодезическими линиями, теория которых была разработана математиками ещё в XIX веке.
Сами геодезические линии можно найти, если задать в пространстве-времени аналог расстояния между двумя событиями, называемый по традиции интервалом или мировой функцией. Интервал в трёхмерном пространстве и одномерном времени (иными словами, в четырёхмерном пространстве-времени) задаётся 10 независимыми компонентами метрического тензора. Эти 10 чисел образуют метрику пространства. Она определяет «расстояние» между двумя бесконечно близкими точками пространства-времени в различных направлениях. Геодезические линии, соответствующие мировым линиям физических тел, скорость которых меньше скорости света, оказываются линиями наибольшего собственного времени, то есть времени, измеряемого часами, жёстко скреплёнными с телом, следующим по этой траектории.

### Кривизна пространства-времени

Девиация геодезических линий вблизи массивного тела

Если запустить из двух близких точек два тела параллельно друг другу, то в гравитационном поле они постепенно начнут либо сближаться, либо удаляться друг от друга. Этот эффект называется девиацией геодезических линий.
Аналогичный эффект можно наблюдать непосредственно, если запустить два шарика параллельно друг другу по резиновой мембране, на которую в центр положен массивный предмет.
Шарики разойдутся: тот, который был ближе к предмету, продавливающему мембрану, будет стремиться к центру сильнее, чем более удалённый шарик.
Это расхождение (девиация) обусловлено кривизной мембраны.
Аналогично, в пространстве-времени девиация геодезических линий (расхождение траекторий тел) связана с его кривизной.
Кривизна пространства-времени однозначно определяется его метрикой — метрическим тензором.
Различие между общей теорией относительности и альтернативными теориями гравитации определяется в большинстве случаев именно способом связи между материей (телами и полями негравитационной природы, создающими гравитационное поле[прояснить]) и метрическими свойствами пространства-времени.

### Пространство-время ОТО и сильный принцип эквивалентности
Часто неправильно считают, что в основе общей теории относительности лежит принцип эквивалентности гравитационного и инерционного поля, который может быть сформулирован так:
Достаточно малая по размерам локальная физическая система, находящаяся в гравитационном поле, по поведению неотличима от такой же системы, находящейся в ускоренной (относительно инерциальной системы отсчёта) системе отсчёта, погружённой в плоское пространство-время специальной теории относительности.
Иногда тот же принцип постулируют как «локальную справедливость специальной теории относительности» или называют «сильным принципом эквивалентности».
Исторически этот принцип действительно сыграл большую роль в становлении общей теории относительности и использовался Эйнштейном при её разработке. Однако в само́й окончательной форме теории он на самом деле не содержится, так как пространство-время как в ускоренной, так и в исходной системе отсчёта в специальной теории относительности является неискривлённым — плоским, а в общей теории относительности оно искривляется любым телом и именно его искривление вызывает гравитационное притяжение тел.
Основным отличием пространства-времени ОТО от пространства-времени СТО является его кривизна, которая выражается тензорной величиной — тензором кривизны. В пространстве-времени СТО этот тензор тождественно равен нулю и пространство-время является плоским.
По этой причине не совсем корректным является название «общая теория относительности». Данная теория является лишь одной из ряда теорий гравитации, рассматриваемых физиками в настоящее время, в то время как специальная теория относительности (точнее, её принцип метричности пространства-времени) является общепринятой научным сообществом и составляет краеугольный камень базиса современной физики. Ни одна из прочих развитых теорий гравитации, кроме ОТО, не выдержала проверки временем и экспериментом, то есть все они, за исключением ОТО, остались только гипотезами.

## Дополнительные принципы

### Принцип общей ковариантности
Математические уравнения, описывающие законы природы, должны не изменять своего вида и быть справедливыми при преобразованиях к любым координатным системам, то есть быть ковариантными относительно любых преобразований координат.
Хотя этот принцип использовался Эйнштейном при выводе ОТО, он имеет лишь эвристическое значение, так как в общековариантном виде при желании можно записать любую физическую теорию, что было указано Кретчманом ещё в 1917 году. Более важным считается предположение Эйнштейна об отсутствии нединамических частей геометрии пространства-времени.

### Принципы близкодействия и причинности
Принцип причинности в теории относительности утверждает, что любое событие может оказать причинно-следственное влияние только на те события, которые происходят позже него, и не может оказать влияние на любые события, совершившиеся раньше него. Инвариантность причинно-следственной связи в теории относительности связана с принципом близкодействия . В отличие от ньютоновской физики (которая основана на физическом принципе дальнодействия) теория относительности основана на физическом принципе близкодействия. Согласно ему, скорость передачи причинного взаимодействия конечна и не может превышать скорости света в вакууме. Этот факт является следствием постулата причинности для временной последовательности событий и независимости скорости света от выбора системы отсчёта. Поэтому причинно связанными могут быть лишь события, разделённые времениподобным интервалом, квадрат расстояния между которыми {\displaystyle dl^{2}} не превышает величины {\displaystyle c^{2}dt^{2}}, где {\displaystyle c} — скорость света, {\displaystyle dt} — промежуток времени между событиями. Причинно связанные события в специальной теории относительности могут располагаться лишь на времениподобных линиях пространства Минковского. В общей теории относительности это времениподобные линии в неэвклидовом пространстве.

### Принцип наименьшего действия
Принцип наименьшего действия играет важную роль в общей теории относительности.

#### Принцип наименьшего действия для свободной материальной точки
Принцип наименьшего действия для свободной материальной точки в теории относительности утверждает, что она движется так, что её мировая линия является экстремальной (дающей минимальное действие) между двумя заданными мировыми точками. Его математическая формулировка:
{\displaystyle \delta S=\delta \int ds=0,}
где {\displaystyle ds^{2}=g_{ik}\,dx^{i}\,dx^{k}}.
Из принципа наименьшего действия можно получить уравнения движения частицы в гравитационном поле. Получаем
{\displaystyle \delta ds^{2}=2ds\,\delta ds=\delta (g_{ik}\,dx^{i}\,dx^{k})=dx^{i}\,dx^{k}{\frac {\partial g_{ik}}{dx^{l}}}\delta x^{l}+2g_{ik}\,dx^{i}\,d\delta x^{k}.}
Из этого следует
{\displaystyle \delta S=\int \left\{{\frac {1}{2}}{\frac {dx^{i}}{ds}}{\frac {dx^{k}}{ds}}{\frac {dg_{ik}}{dx^{l}}}\delta x^{l}+g_{ik}{\frac {dx^{i}}{ds}}{\frac {d\delta x^{k}}{ds}}\right\}\,ds=\int \left\{{\frac {1}{2}}{\frac {dx^{i}}{ds}}{\frac {dx^{k}}{ds}}{\frac {dg_{ik}}{dx^{l}}}\delta x^{l}-{\frac {d}{ds}}\left(g_{ik}{\frac {dx^{i}}{ds}}\right)\delta x^{k}\right\}\,ds.}
Здесь при интегрировании по частям во втором слагаемом учтено, что в начале и конце отрезка интегрирования {\displaystyle \delta x^{k}=0}. Во втором члене под интегралом заменим индекс {\displaystyle k} индексом {\displaystyle l}. Далее:
{\displaystyle {\frac {1}{2}}u^{i}u^{k}{\frac {dg_{ik}}{dx^{l}}}-{\frac {d}{ds}}(g_{il}u^{i})={\frac {1}{2}}u^{i}u^{k}{\frac {dg_{ik}}{dx^{l}}}-g_{il}{\frac {du^{i}}{ds}}-u^{i}u^{k}{\frac {dg_{il}}{dx^{k}}}=0.}
Третий член можно записать в виде
{\displaystyle -{\frac {1}{2}}u^{i}u^{k}\left({\frac {dg_{il}}{dx^{k}}}+{\frac {dg_{kl}}{dx^{i}}}\right).}
Вводя символы Кристоффеля
{\displaystyle \Gamma _{kl}^{i}={\frac {1}{2}}g^{im}\left({\frac {\partial g_{mk}}{\partial x^{l}}}+{\frac {\partial g_{ml}}{\partial x^{k}}}-{\frac {\partial g_{kl}}{\partial x^{m}}}\right),}
получаем уравнение движения материальной точки в гравитационном поле:
{\displaystyle {\frac {d^{2}x^{i}}{ds^{2}}}+\Gamma _{kl}^{i}{\frac {dx^{k}}{ds}}{\frac {dx^{l}}{ds}}=0.}

#### Принцип наименьшего действия для гравитационного поля и материи
Впервые принцип наименьшего действия для гравитационного поля и материи сформулировал Д. Гильберт.
Его математическая формулировка:
{\displaystyle \delta (S_{m}+S_{g})=0,}
где
{\displaystyle \delta S_{m}={\frac {1}{2c}}\int T_{ik}\delta g^{ik}{\sqrt {-g}}\,d\Omega } — вариация действия материи, {\displaystyle T_{ik}} — тензор энергии-импульса материи, {\displaystyle g} — определитель матрицы, составленной из величин метрического тензора {\displaystyle g_{ik}};
{\displaystyle \delta S_{g}=\delta \int (R-2\Lambda ){\sqrt {-g}}\,d\Omega } — вариация действия гравитационного поля, где {\displaystyle R=g^{ik}R_{ik}} — скалярная кривизна.
Отсюда вариацией {\displaystyle g_{ik}} получаются уравнения Эйнштейна.

### Принцип сохранения энергии
Принцип сохранения энергии играет важную эвристическую роль в теории относительности. В специальной теории относительности требование инвариантности законов сохранения энергии и импульса относительно преобразований Лоренца однозначно определяет вид зависимости энергии и импульса от скорости. В общей теории относительности закон сохранения энергии-импульса используется как эвристический принцип при выводе уравнений гравитационного поля. При выводе уравнений гравитационного поля можно использовать предположение, что закон сохранения энергии-импульса должен тождественно выполняться как следствие уравнений гравитационного поля.

## Содержание общей теории относительности

### Уравнения Эйнштейна
Уравнения Эйнштейна связывают между собой свойства материи, присутствующей в искривлённом пространстве-времени, с его кривизной. Они являются простейшими (наиболее линейными) среди всех мыслимых уравнений такого рода. Выглядят они следующим образом:
{\displaystyle R_{\mu \nu }-{R \over 2}g_{\mu \nu }+\Lambda g_{\mu \nu }=G_{\mu \nu }+\Lambda g_{\mu \nu }={8\pi G \over c^{4}}T_{\mu \nu },}
где {\displaystyle R_{\mu \nu }} — тензор Риччи, получающийся из тензора кривизны пространства-времени {\displaystyle R_{\rho \mu \sigma \nu }} посредством свёртки его по паре индексов
{\displaystyle R_{\mu \nu }\ =\ g^{\rho \sigma }\ R_{\rho \mu \sigma \nu },}
{\displaystyle R} — скалярная кривизна, свёрнутый с дважды контравариантным метрическим тензором {\displaystyle g^{\mu \nu }} тензор Риччи
{\displaystyle R\ =\ g^{\mu \nu }\ R_{\mu \nu },}
{\displaystyle \Lambda } — космологическая постоянная, {\displaystyle T_{\mu \nu }} представляет собой тензор энергии-импульса материи, {\displaystyle \pi } — число пи, {\displaystyle c} — скорость света в вакууме, {\displaystyle G} — гравитационная постоянная Ньютона. Тензор {\displaystyle G_{\mu \nu }=R_{\mu \nu }-{R \over 2}g_{\mu \nu }} называют тензором Эйнштейна, а величину {\displaystyle \varkappa ={8\pi G \over c^{4}}} — гравитационной постоянной Эйнштейна.
Здесь греческие индексы пробегают значения от 0 до 3. Дважды контравариантный метрический тензор задаётся соотношением
{\displaystyle g^{\mu \nu }\ g_{\nu \rho }\ =\ \delta ^{\mu }{}_{\rho }.}
Тензор кривизны пространства-времени равен
{\displaystyle R_{\mu \nu \rho \sigma }\ =\ {\frac {1}{2}}\left(\partial _{\nu \rho }^{2}g_{\mu \sigma }\ +\ \partial _{\mu \sigma }^{2}g_{\nu \rho }\ -\ \partial _{\nu \sigma }^{2}g_{\mu \rho }\ -\ \partial _{\mu \rho }^{2}g_{\nu \sigma }\right)\ +}
{\displaystyle \ +\ g_{\lambda \tau }\left(\Gamma ^{\lambda }{}_{\nu \rho }\Gamma ^{\tau }{}_{\mu \sigma }\ -\ \Gamma ^{\lambda }{}_{\nu \sigma }\Gamma ^{\tau }{}_{\mu \rho }\right),}
где используются символы Кристоффеля, определяемые через производные от компонент дважды ковариантного метрического тензора {\displaystyle g_{\mu \nu }}
{\displaystyle \Gamma _{\nu \rho \sigma }\ =\ {\frac {1}{2}}\ \left(\partial _{\sigma }g_{\nu \rho }\ +\ \partial _{\rho }g_{\nu \sigma }\ -\ \partial _{\nu }g_{\rho \sigma }\right).}
Символ Кристоффеля с одним верхним индексом по определению равен
{\displaystyle \Gamma _{\rho \sigma }^{\lambda }=g^{\lambda \nu }\Gamma _{\nu \rho \sigma }.}
Так как уравнения Эйнштейна не налагают никаких ограничений на используемые для описания пространства-времени координаты, то есть обладают свойством общей ковариантности, то они ограничивают выбор лишь 6 из 10 независимых компонент симметричного метрического тензора — система только из уравнений Эйнштейна недоопределена (математически это проявляется как автоматическое удовлетворение любым тензором Риччи четырём тождествам Бьянки). Поэтому их решение неоднозначно без введения некоторых ограничений на компоненты метрики, соответствующих однозначному заданию координат в рассматриваемой области пространства-времени и называемых поэтому обычно координатными условиями.
Решая уравнения Эйнштейна совместно с правильно подобранными координатными условиями, можно найти все 10 независимых компонент симметричного метрического тензора. Этот метрический тензор (метрика) описывает свойства пространства-времени в данной точке и используется для описания результатов физических экспериментов. Он позволяет задать квадрат интервала в искривлённом пространстве
{\displaystyle ds^{2}\ =\ g_{\mu \nu }(x)\ dx^{\mu }\ dx^{\nu },}
который определяет «расстояние» в физическом (метрическом) пространстве. Символы Кристоффеля метрического тензора определяют геодезические линии, по которым объекты (пробные тела) двигаются по инерции. В наиболее простом случае пустого пространства (тензор энергии-импульса равен нулю) без лямбда-члена одно из решений уравнений Эйнштейна описывается метрикой Минковского специальной теории относительности
{\displaystyle dx^{0}=cdt,\ dx^{1}=dx,\ dx^{2}=dy,\ dx^{3}=dz,}
{\displaystyle ds^{2}\ =\ g_{\mu \nu }(x)\ dx^{\mu }\ dx^{\nu }=c^{2}dt^{2}-dx^{2}-dy^{2}-dz^{2}.}
Долгое время дискутировался вопрос о наличии в уравнениях Эйнштейна третьего члена в левой части. Космологическая постоянная Λ была введена Эйнштейном в 1917 году в работе «Вопросы космологии и общая теория относительности» для того, чтобы описать в ОТО статическую Вселенную, однако затем открытие расширения Вселенной разрушило философские и экспериментальные основания для сохранения лямбда-члена в теории гравитации (см.: История космологической постоянной). Данные современной количественной космологии, тем не менее, говорят в пользу модели Вселенной, расширяющейся с ускорением, то есть с положительной космологической постоянной (см. Модель ΛCDM). С другой стороны, величина этой постоянной настолько мала, что позволяет не учитывать её в любых физических расчётах, кроме связанных с астрофизикой и космологией в масштабах скоплений галактик и выше.
Уравнения Эйнштейна наиболее просты в том смысле, что кривизна и энергия-импульс в них входят лишь линейно, а кроме того, в левой части стоят все тензорные величины валентности 2, которые могут характеризовать пространство-время. Их можно вывести из принципа наименьшего действия для действия Эйнштейна — Гильберта:
{\displaystyle S=\int \left[{\frac {c^{4}}{16\pi G}}\left(R-2\Lambda \right)+{\mathcal {L}}_{\mathrm {M} }\right]{\sqrt {-g}}\,\mathrm {d} ^{4}x,}
где обозначения расшифрованы выше, {\displaystyle {\mathcal {L}}_{\mathrm {M} }} представляет собой лагранжеву плотность материальных полей, а {\displaystyle {\sqrt {-g}}\,\mathrm {d} ^{4}x} даёт инвариантный элемент 4-объёма пространства-времени. Здесь {\displaystyle g=\det ||g_{\mu \nu }||} — определитель, составленный из элементов матрицы дважды ковариантного метрического тензора. Знак минус введён для того, чтобы показать, что определитель всегда отрицателен (для метрики Минковского он равен −1).
С математической точки зрения уравнения Эйнштейна являются системой нелинейных дифференциальных уравнений в частных производных относительно метрического тензора пространства-времени, поэтому сумма их решений не является новым решением. Приближённо линейность можно восстановить лишь при исследовании малых возмущений заданного пространства-времени, например, для слабых гравитационных полей, когда малы отклонения метрических коэффициентов от их значений для плоского пространства-времени и настолько же мала порождаемая ими кривизна.
Дополнительным обстоятельством, затрудняющим решение этих уравнений, является то, что источник (тензор энергии-импульса) подчиняется собственному набору уравнений — уравнениям движения той среды, что заполняет рассматриваемую область. Интерес представляет то обстоятельство, что уравнения движения, если их меньше четырёх, вытекают из уравнений Эйнштейна в силу локального закона сохранения энергии-импульса (см. далее). Это свойство известно как самосогласованность уравнений Эйнштейна и впервые было показано Д. Гильбертом в его знаменитой работе «Основания физики». Если же уравнений движения больше четырёх, то решать приходится систему из координатных условий, уравнений Эйнштейна и уравнений среды, что ещё сложнее. Именно поэтому такое значение придаётся известным точным решениям этих уравнений.
Важнейшие точные решения уравнений Эйнштейна включают: решение Шварцшильда (для пространства-времени, окружающего сферически симметричный незаряженный и невращающийся массивный объект), решение Райсснера — Нордстрёма (для заряженного сферически симметричного массивного объекта), решение Керра (для вращающегося массивного объекта), решение Керра — Ньюмена (для заряженного вращающегося массивного объекта), а также космологическое решение Фридмана (для Вселенной в целом) и точные гравитационно-волновые решения. Среди приближённых решений надо выделить приближённые гравитационно-волновые решения, решения для гравитационных возмущений на фоне космологического решения Фридмана — основу современной космологии, и решения, получаемые методами постньютоновского разложения. Численное решение уравнений Эйнштейна также представляет трудности, которые были решены только в 2000-х годах, что привело к появлению динамично развивающейся численной относительности.
Уравнения Эйнштейна без космологической постоянной были практически одновременно выведены в ноябре 1915 года Давидом Гильбертом (20 ноября, вывод из принципа наименьшего действия) и Альбертом Эйнштейном (25 ноября, вывод из принципа общей ковариантности уравнений гравитационного поля в сочетании с локальным сохранением энергии-импульса). Работа Гильберта была опубликована позднее, чем эйнштейновская (1916). По вопросам приоритета существуют разные мнения, освещённые в статье об Эйнштейне, и более полно в статье «Вопросы приоритета в теории относительности», однако сам Гильберт никогда на приоритет не претендовал и считал ОТО созданием Эйнштейна.

### Проблема системы отсчёта
Проблема системы отсчёта возникает в ОТО, так как естественные в других областях физики инерциальные системы отсчёта в искривлённом пространстве-времени невозможны. Она включает в себя теоретическое определение системы отсчёта (например, локально инерциальная система координат, нормальные координаты, гармонические координаты) и реализацию её на практике физическими измерительными приборами. Проблема измерений физическими приборами состоит в том, что измерены могут быть лишь проекции измеряемых величин на времениподобное направление, а непосредственное измерение пространственных проекций осуществимо только после введения системы пространственных координат, например, путём измерения метрики, связности и кривизны вблизи мировой линии наблюдателя посылкой и приёмом отражённых световых сигналов, или путём задания геометрических характеристик пространства-времени (по ходу световых лучей, задаваемому геометрией, определяется положение источника света).
Проблема систем отсчёта составляла сущность дискуссии о существовании гравитационных волн в ОТО, которая была решена окончательно только к 1970-мSec. 5.2. В целом проблема измерений в ОТО может считаться решённой, хотя отдельные расхождения, связанные с отделением реальных физических эффектов от координатных, иногда встречаются в литературе, часто в силу чрезвычайной сложности аппарата теории, например, в постньютоновских приближенияхSec. 5.2.

### Основные следствия ОТО

Орбита по Ньютону (красная) и по Эйнштейну (голубые) одной планеты, вращающейся вокруг звезды

Согласно принципу соответствия, в слабых гравитационных полях предсказания ОТО совпадают с результатами применения ньютоновского закона всемирного тяготения с небольшими поправками, которые растут по мере увеличения напряжённости поля.
Первыми предсказанными и проверенными экспериментальными следствиями общей теории относительности стали три классических эффекта, перечисленных ниже в хронологическом порядке их первой проверки:
1. Дополнительный сдвиг перигелия орбиты Меркурия по сравнению с предсказаниями механики Ньютона[62][63].
2. Отклонение светового луча в гравитационном поле Солнца[2].
3. Гравитационное красное смещение, или замедление времени в гравитационном поле[2].

Другим важным следствием общей теории относительности является инвариантность гравитационных взаимодействий относительно С-симметрии, P-симметрии и Т-симметрии
Существует ряд других эффектов, варьирующихся от пренебрежимо малых поправок до рутинно используемых в практике спутниковых навигационных систем. Среди поддающихся экспериментальной проверке можно упомянуть отклонение и запаздывание (эффект Шапиро) электромагнитных волн в гравитационном поле Солнца и Юпитера, эффект Лензе — Тирринга (прецессия гироскопа вблизи вращающегося тела), астрофизические подтверждения существования чёрных дыр, подтверждения излучения гравитационных волн тесными системами двойных звёзд и расширение Вселенной.
До сих пор надёжных экспериментальных свидетельств, опровергающих ОТО, не обнаружено. Отклонения измеренных величин эффектов от предсказываемых ОТО не превышают 0,01 % (для указанных выше трёх классических явлений). Несмотря на это, в связи с различными причинами теоретиками было разработано не менее 30 альтернативных теорий гравитации, причём некоторые из них позволяют получить сколь угодно близкие к ОТО результаты при соответствующих значениях входящих в теорию параметров.

## Экспериментальные подтверждения ОТО

### Эффекты, связанные с ускорением систем отсчёта
Первый из этих эффектов — гравитационное замедление времени, из-за которого любые часы будут идти тем медленнее, чем глубже в гравитационной яме (ближе к гравитирующему телу) они находятся. Данный эффект был непосредственно подтверждён в эксперименте Хафеле — Китинга, а также в эксперименте Gravity Probe A и постоянно подтверждается в GPS.
Непосредственно связанный с этим эффект — гравитационное красное смещение света. Под этим эффектом понимают уменьшение частоты света относительно локальных часов (соответственно, смещение линий спектра к красному концу спектра относительно локальных масштабов) при распространении света из гравитационной ямы наружу (из области с меньшим гравитационным потенциалом в область с большим потенциалом). Гравитационное красное смещение было обнаружено в спектрах звёзд и Солнца и надёжно подтверждено уже в контролируемых земных условиях в эксперименте Паунда и Ребки.
Гравитационное замедление времени и искривление пространства влекут за собой ещё один эффект, названный эффектом Шапиро (также известный как гравитационная задержка сигнала). Из-за этого эффекта в поле тяготения электромагнитные сигналы идут дольше, чем в отсутствие этого поля. Данное явление было обнаружено при радиолокации планет Солнечной системы и космических кораблей, проходящих позади Солнца, а также при наблюдении сигналов от двойных пульсаров.
С наибольшей на 2011 год точностью (порядка 7⋅10−9) этот тип эффектов был измерен в эксперименте, проведённом группой Хольгера Мюллера из Калифорнийского университета. В эксперименте атомы цезия, скорость которых была направлена вверх по отношению к поверхности Земли, действием двух лазерных пучков переводились в суперпозицию состояний с различающимися импульсами. Вследствие того, что сила гравитационного воздействия зависит от высоты над поверхностью Земли, набеги фаз волновой функции каждого из этих состояний при возвращении в исходную точку различались. Разность между этими набегами вызывала интерференцию атомов внутри облака, так что вместо однородного по высоте распределения атомов наблюдались чередующиеся сгущения и разрежения, которые измерялись действием на облако атомов лазерными пучками и измерением вероятности обнаружения атомов в некой выбранной точке пространства.

### Гравитационное отклонение света

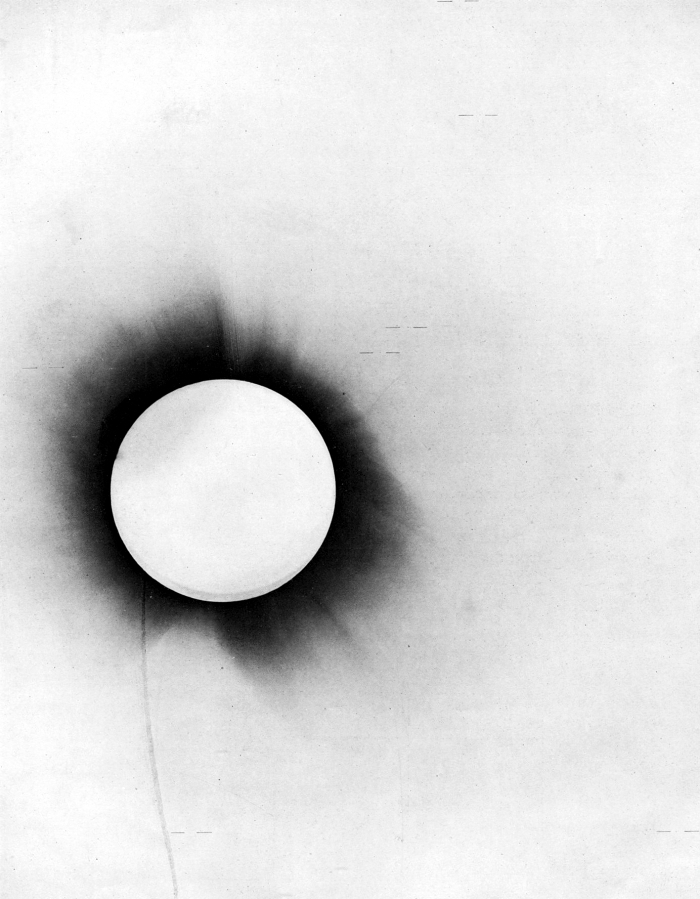
Самая известная ранняя проверка ОТО стала возможна благодаря полному солнечному затмению 1919 года. Артур Эддингтон показал, что видимые положения звёзд изменяются вблизи Солнца в точном соответствии с предсказаниями ОТО

Искривление пути света происходит в любой ускоренной системе отсчёта. Детальный вид наблюдаемой траектории и гравитационные эффекты линзирования зависят, тем не менее, от кривизны пространства-времени. Эйнштейн узнал об этом эффекте в 1911 году, и, когда он эвристическим путём вычислил величину кривизны траекторий, она оказалась такой же, какая предсказывалась классической механикой для частиц, движущихся со скоростью света. В 1916 году Эйнштейн обнаружил, что на самом деле в ОТО угловой сдвиг направления распространения света в два раза больше, чем в ньютоновской теории, в отличие от предыдущего рассмотрения. Таким образом, это предсказание стало ещё одним способом проверки ОТО.
С 1919 года данное явление было подтверждено астрономическими наблюдениями звёзд во время затмений Солнца (начиная с затмения 29 мая 1919 года), а также с высокой точностью проверено радиоинтерферометрическими наблюдениями квазаров, проходящих вблизи Солнца во время его пути по эклиптике. Наблюдалось также отклонение света гравитационным полем Юпитера. Поправки на отклонение света Солнцем и планетами должны учитываться в точной астрометрии. Например, точность измерения положений звёзд космическими телескопами Hipparcos и Gaia равна соответственно 1 миллисекунды дуги и 0,007 миллисекунды дуги (проектная, для ярких звёзд), что значительно меньше отклонения света не только от звезды вблизи солнечного лимба (1,7 секунды дуги), но даже от звезды на угловом расстоянии 90° от Солнца (4,07 миллисекунды дуги). Таким образом, чувствительность современных приборов позволяет наблюдать гравитационное отклонение света Солнцем практически на всей небесной сфере, а не только вблизи Солнца.
Гравитационное линзирование происходит, когда один отдалённый массивный объект находится вблизи или непосредственно на линии, соединяющей наблюдателя с другим объектом, намного более удалённым. В этом случае искривление траектории света более близкой массой приводит к искажению формы удалённого объекта, которое при малом разрешении наблюдения приводит, в основном, к увеличению совокупной яркости удалённого объекта, поэтому данное явление было названо линзированием. Первым примером гравитационного линзирования было получение в 1979 году двух близких изображений одного и того же квазара QSO 0957+16 A, B (z = 1,4) английскими астрономами Д. Уолшем и др. «Когда выяснилось, что оба квазара изменяют свой блеск в унисон, астрономы поняли, что в действительности это два изображения одного квазара, обязанные эффекту гравитационной линзы. Вскоре нашли и саму линзу — далёкую галактику (z = 0,36), лежащую между Землёй и квазаром». С тех пор было найдено много других примеров отдалённых галактик и квазаров, затрагиваемых гравитационным линзированием. Например, известен так называемый Крест Эйнштейна, где галактика учетверяет изображение далёкого квазара в виде креста.
Специальный тип гравитационного линзирования называется кольцом или дугой Эйнштейна. Кольцо Эйнштейна возникает, когда наблюдаемый объект находится непосредственно позади другого объекта со сферически-симметричным полем тяготения. В этом случае свет от более отдалённого объекта наблюдается как кольцо вокруг более близкого объекта. Если удалённый объект будет немного смещён в одну сторону и/или поле тяготения не сферически-симметричное, то вместо этого появятся частичные кольца, называемые дугами.
Наконец, у любой звезды может увеличиваться яркость, когда перед ней проходит компактный массивный объект. В этом случае увеличенные и искажённые из-за гравитационного отклонения света изображения дальней звезды не могут быть разрешены (они находятся слишком близко друг к другу), и наблюдается просто повышение яркости звезды. Этот эффект называют микролинзированием, и он наблюдается теперь регулярно в рамках проектов, изучающих невидимые тела нашей Галактики по гравитационному микролинзированию света от звёзд — МАСНО, EROS и другие.

### Чёрные дыры

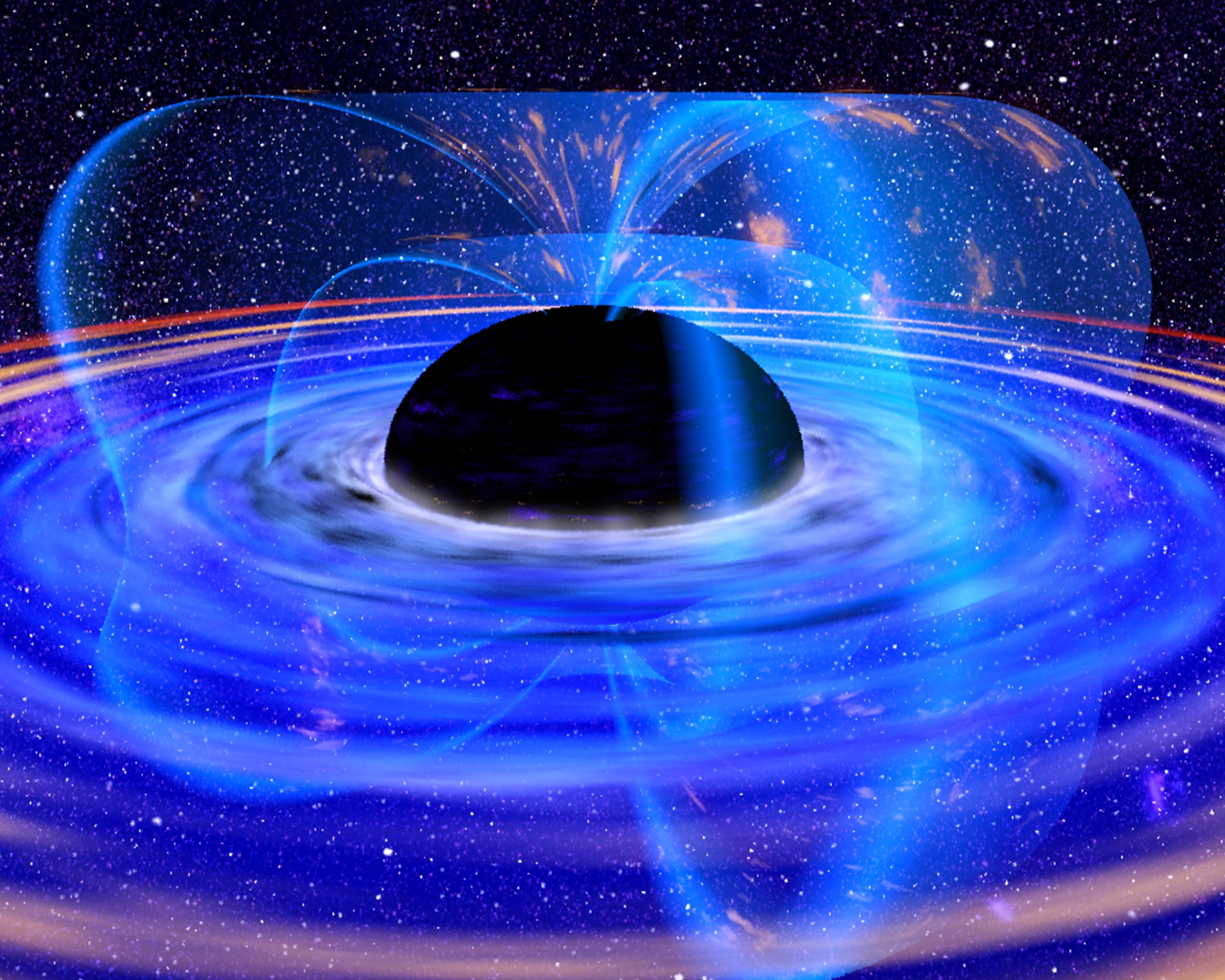
Рисунок художника: аккреционный диск горячей плазмы, вращающийся вокруг чёрной дыры

Чёрная дыра — область, ограниченная так называемым горизонтом событий, которую не может покинуть ни материя, ни информация. Предполагается, что такие области могут образовываться, в частности, как результат коллапса массивных звёзд. Поскольку материя может попадать в чёрную дыру (например, из межзвёздной среды), но не может её покидать, масса чёрной дыры со временем может только возрастать.
Стивен Хокинг, тем не менее, показал, что чёрные дыры могут терять массу за счёт излучения, названного излучением Хокинга. Излучение Хокинга представляет собой квантовый эффект, который не нарушает классическую ОТО.
Известно много кандидатов в чёрные дыры, в частности супермассивный объект, связанный с радиоисточником Стрелец A* в центре нашей Галактики. Подавляющее большинство учёных убеждены, что наблюдаемые астрономические явления, связанные с этим и другими подобными объектами, надёжно подтверждают существование чёрных дыр, однако существуют и другие объяснения: например, вместо чёрных дыр предлагаются фермионные шары, бозонные звёзды и другие экзотические объекты.

### Орбитальные эффекты
ОТО корректирует предсказания ньютоновской теории небесной механики относительно динамики гравитационно связанных систем: Солнечная система, двойные звёзды и т. д.
Первый эффект ОТО заключался в том, что перигелии всех планетных орбит будут прецессировать, поскольку гравитационный потенциал Ньютона будет иметь малую релятивистскую добавку, приводящую к формированию незамкнутых орбит. Это предсказание было первым подтверждением ОТО, поскольку величина прецессии, выведенная Эйнштейном в 1916 году, полностью совпала с аномальной прецессией перигелия Меркурия. Таким образом была решена известная в то время проблема небесной механики.
Позже релятивистская прецессия перигелия наблюдалась также у Венеры, Земли, астероида Икар и как более сильный эффект — в системах пульсаров в двойных системах. За открытие и исследования первого двойного пульсара PSR B1913+16 в 1974 году Р. Халс и Д. Тейлор получили Нобелевскую премию в 1993 году. Предсказанная ОТО прецессия также обнаружена при тридцатилетних наблюдениях за орбитой звезды S2 вокруг чёрной дыры Sagittarius A* в центре нашей галактики.

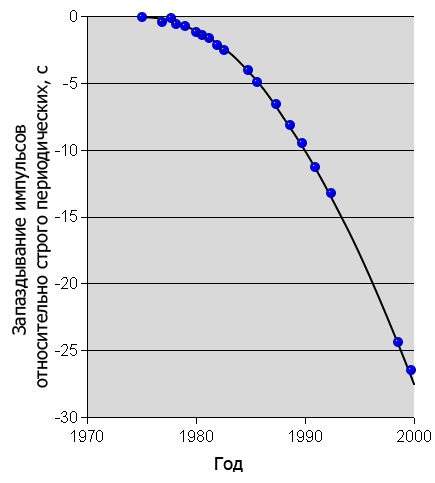
Запаздывание времени прихода импульсов от пульсара PSR B1913+16 по сравнению со строго периодическим (синие точки) и предсказываемый ОТО эффект, связанный с излучением гравитационных волн (чёрная линия)

Другой эффект — изменение орбиты, связанное с гравитационным излучением двойной и более кратной системы тел. Этот эффект наблюдается в системах с близко расположенными звёздами и заключается в уменьшении периода обращения. Он играет важную роль в эволюции близких двойных и кратных звёзд. Эффект впервые наблюдался в вышеупомянутой системе PSR B1913+16 и с точностью до 0,2 % совпал с предсказаниями ОТО.
В 2020 году завершились более чем 30-летние измерения релятивистского смещения периастра для движения звезды вокруг компактного радиоисточника Стрелец A* (предположительно чёрной дыры) в центре нашей Галактики. Измерения проводил немецкий Институт внеземной физики Макса Планка. Результаты полностью соответствовали предсказаниям ОТО.
Ещё один эффект — геодезическая прецессия. Она представляет собой прецессию полюсов вращающегося объекта в силу эффектов параллельного перенесения в искривлённом пространстве-времени. Данный эффект полностью отсутствует в ньютоновской теории тяготения. Предсказание геодезической прецессии было проверено в эксперименте с зондом НАСА «Грэвити Проуб Би» (Gravity Probe B). Руководитель исследований данных, полученных зондом, Фрэнсис Эверитт на пленарном заседании Американского физического общества 14 апреля 2007 года заявил о том, что анализ данных гироскопов позволил подтвердить предсказанную Эйнштейном геодезическую прецессию с точностью, превосходящей 1 %. В мае 2011 опубликованы окончательные итоги обработки этих данных: геодезическая прецессия составляла −6601,8±18,3 миллисекунды дуги (mas) в год, что в пределах погрешности эксперимента совпадает с предсказанным ОТО значением −6606,1 mas/год. Этот эффект ранее был проверен также наблюдениями сдвига орбит геодезических спутников LAGEOS; в пределах погрешностей отклонения от теоретических предсказаний ОТО не выявлены.

### Увлечение инерциальных систем отсчёта
Увлечение инерциальных систем отсчёта вращающимся телом заключается в том, что вращающийся массивный объект «тянет» пространство-время в направлении своего вращения: удалённый наблюдатель в покое относительно центра масс вращающегося тела обнаружит, что самыми быстрыми часами (то есть покоящимися относительно локально-инерциальной системы отсчёта) на фиксированном расстоянии от объекта являются часы, имеющие компоненту движения вокруг вращающегося объекта в направлении вращения, а не те, которые находятся в покое относительно наблюдателя, как это происходит для невращающегося массивного объекта. Точно так же удалённым наблюдателем будет установлено, что свет движется быстрее в направлении вращения объекта, чем против его вращения. Увлечение инерциальных систем отсчёта также вызовет изменение ориентации гироскопа во времени. Для космического корабля на полярной орбите направление этого эффекта перпендикулярно геодезической прецессии, упомянутой выше.
Поскольку эффект увлечения инерциальных систем отсчёта в 170 раз слабее эффекта геодезической прецессии, стэнфордские учёные в течение 5 лет извлекали его «отпечатки» из информации, полученной на специально запущенном с целью измерения этого эффекта спутнике «Грэвити Проуб Би» (Gravity Probe B). В мае 2011 г. были объявлены окончательные итоги миссии: измеренная величина увлечения составила −37,2±7,2 миллисекунды дуги (mas) в год, что в пределах точности совпадает с предсказанием ОТО: −39,2 mas/год.

### Другие предсказания
- Эквивалентность инерционной и гравитационной массы: следствие того, что свободное падение — движение по инерции.
  - Принцип эквивалентности: даже самогравитирующий объект отзовётся на внешнее поле тяготения в той же мере, что и тестовая частица.
- Гравитационное излучение: орбитальное движение любых гравитационно связанных систем (в частности, тесных пар компактных звёзд — белых карликов, нейтронных звёзд, чёрных дыр), а также процессы слияния нейтронных звёзд и/или чёрных дыр, как ожидается, должны сопровождаться излучением гравитационных волн.
  - Имеются косвенные доказательства существования гравитационного излучения в виде измерений темпа роста частоты орбитального вращения тесных пар компактных звёзд. Эффект впервые наблюдался в вышеупомянутой системе двойного пульсара PSR B1913+16 и с точностью до 0,2 % совпал с предсказаниями ОТО.
  - Слияние двойных пульсаров и других пар компактных звёзд может создавать гравитационные волны, достаточно сильные, чтобы наблюдаться на Земле. На 2011 год существовало (или планировались в ближайшее время к постройке) несколько гравитационных телескопов для наблюдения подобных волн. Осенью 2015 года детекторами обсерватории LIGO гравитационные волны были обнаружены, о чём было официально сообщено в феврале 2016 года.
  - Гравитоны. Согласно квантовой механике, гравитационное излучение должно быть составлено из квантов, названных гравитонами. ОТО предсказывает, что они будут безмассовыми частицами со спином, равным 2. Обнаружение отдельных гравитонов в экспериментах связано со значительными проблемами, так что существование квантов гравитационного поля до сих пор (2020 год) не показано.
- Закон площадей для горизонтов событий чёрных дыр подтверждён на основе наблюдательных данных в 2021 г.

## Космология
Хотя общая теория относительности была создана как теория тяготения, скоро стало ясно, что эту теорию можно использовать для моделирования Вселенной как целого, и так появилась физическая космология. Физическая космология исследует вселенную Фридмана, которая является космологическим решением уравнений Эйнштейна, а также её возмущения, дающие наблюдаемую структуру астрономической Метагалактики. Эти решения предсказывают, что Вселенная должна быть динамической: она должна расширяться, сжиматься или совершать постоянные колебания.
Эйнштейн сначала не мог примириться с идеей динамической Вселенной, хотя она явно следовала из уравнений Эйнштейна без космологического члена. Поэтому в попытке переформулировать ОТО так, чтобы решения описывали статичную Вселенную, Эйнштейн добавил космологическую постоянную к полевым уравнениям (см. выше). Однако получившаяся статическая вселенная была нестабильна. Позднее в 1929 году Эдвин Хаббл показал, что красное смещение света от отдалённых галактик указывает, что они удаляются от нашей собственной галактики со скоростью, которая пропорциональна их расстоянию от нас. Это продемонстрировало, что вселенная действительно нестатична и расширяется. Открытие Хаббла показало несостоятельность воззрений Эйнштейна и использования им космологической постоянной. Теория нестационарной Вселенной (включая учёт космологического члена) была создана, впрочем, ещё до открытия закона Хаббла усилиями Фридмана, Леметра и де Ситтера.
Уравнения, описывающие расширение Вселенной, показывают, что она становится сингулярной, если вернуться назад во времени достаточно далеко. Это событие называют Большим взрывом. В 1948 году Георгий Гамов издал статью, описывающую процессы в ранней Вселенной в предположении её высокой температуры и предсказывающую существование космического микроволнового фонового излучения, происходящего от горячей плазмы Большого взрыва; в 1949 году Р. Алфер и Герман провели более подробные вычисления. В 1965 году А. Пензиас и Р. Вилсон впервые идентифицировали реликтовое излучение, подтвердив таким образом теорию Большого взрыва и горячей ранней Вселенной.

## Проблемы ОТО

### Проблема энергии
Так как энергия, с точки зрения математической физики, представляет собой величину, сохраняющуюся из-за однородности времени, а в общей теории относительности, в отличие от специальной, время неоднородно, то закон сохранения энергии может быть выражен в ОТО только локально, то есть в ОТО не существует такой величины, эквивалентной энергии в СТО, чтобы интеграл от неё по пространству сохранялся при движении по времени. Локальный же закон сохранения энергии-импульса в ОТО существует и является следствием уравнений Эйнштейна — это исчезновение ковариантной дивергенции тензора энергии-импульса материи:
{\displaystyle T_{\nu ;\mu }^{\mu }=0,}
где точка с запятой обозначает взятие ковариантной производной. Переход от него к глобальному закону невозможен, потому что так интегрировать тензорные поля, кроме скалярных, в римановом пространстве, чтобы получать тензорные (инвариантные) результаты, математически невозможно. Действительно, уравнение выше можно переписать так
{\displaystyle {\frac {\partial }{\partial x^{\mu }}}{\big (}{\sqrt {-g}}T_{\nu }^{\mu }{\big )}-{\frac {1}{2}}{\sqrt {-g}}{\frac {\partial g_{\mu \sigma }}{\partial x^{\nu }}}T_{\sigma }^{\mu }=0.}
В искривлённом пространстве-времени, где второй член не равен нулю, это уравнение не выражает какого-либо закона сохранения.
Многие физики считают это существенным недостатком ОТО. С другой стороны, очевидно, что если соблюдать последовательность до конца, в полную энергию, кроме энергии материи, необходимо включать также и энергию самого гравитационного поля. Соответствующий закон сохранения должен записываться в виде
{\displaystyle {\frac {\partial }{\partial x^{\mu }}}{\sqrt {-g}}(T_{\nu }^{\mu }+t_{\nu }^{\mu })=0,}
где величина {\displaystyle t_{\nu }^{\mu }} представляет собой энергию-импульс гравитационного поля. В ОТО оказывается, что величина {\displaystyle t_{\nu }^{\mu }} не может быть тензором, а представляет собой псевдотензор — величину, преобразующуюся как тензор только лишь при линейных преобразованиях координат. Это означает, что в ОТО энергия гравитационного поля в принципе не может быть локализована (что следует из слабого принципа эквивалентности). Различными авторами вводятся свои псевдотензоры энергии-импульса гравитационного поля, которые обладают некими «правильными» свойствами, но одно их многообразие показывает, что удовлетворительного решения задача не имеет. Тем не менее, энергия в ОТО всегда сохраняется в том смысле, что построить вечный двигатель в ОТО невозможно.
Аналогичные проблемы вызывают попытки определить в ОТО сохраняющиеся импульс (связанный с однородностью пространства) и момент импульса (связанный с изотропностью пространства). В общего вида пространстве-времени отсутствуют поля Киллинга, необходимые для существования соответствующих законов сохранения.
В целом проблема энергии и импульса может считаться решённой только для островных систем в ОТО без космологической константы, то есть для таких распределений массы, которые ограничены в пространстве и пространство-время которых на пространственной бесконечности переходит в пространство Минковского. Тогда, выделяя группу асимптотической симметрии пространства-времени (группу Бонди — Сакса), можно определить 4-векторную величину энергии-импульса системы, правильно ведущую себя относительно преобразований Лоренца на бесконечности.
Существует необщепринятая точка зрения, восходящая к Лоренцу и Леви-Чивите, которая определяет тензор энергии-импульса гравитационного поля как тензор Эйнштейна с точностью до постоянного множителя. Тогда уравнения Эйнштейна утверждают, что энергия-импульс гравитационного поля в любом объёме точно уравновешивает энергию-импульс материи в этом объёме, так что полная их сумма всегда тождественно равна нулю.

### ОТО и квантовая физика
Главной проблемой ОТО с современной точки зрения является невозможность построения для неё квантово-полевой модели каноническим образом.
Каноническое квантование любой физической модели состоит в том, что в неквантовой модели строятся уравнения Эйлера — Лагранжа и определяется лагранжиан системы, из которого выделяется гамильтониан H. Затем гамильтониан переводят из обычной функции динамических переменных системы в операторную функцию соответствующих динамическим переменным операторов — квантуют. При этом физический смысл оператора Гамильтона состоит в том, что его собственные значения представляют собой уровни энергии системы. Ключевая особенность описанной процедуры состоит в том, что она предполагает выделение параметра — времени, по которому и составляется в дальнейшем уравнение типа Шрёдингера
{\displaystyle {\hat {H}}|\Phi \rangle =i\hbar {\frac {\partial }{\partial t}}|\Phi \rangle ,}
где {\displaystyle {\hat {H}}} — уже квантовый гамильтониан, которое далее решается для отыскания волновой функции {\displaystyle |\Phi \rangle }.
Сложности в реализации такой программы для ОТО следующие: во-первых, переход от классического гамильтониана к квантовому неоднозначен, так как операторы динамических переменных не коммутируют между собой; во-вторых, гравитационное поле относится к типу полей со связями, для которых структура уже классического фазового пространства достаточно сложна, а квантование их наиболее прямым методом невозможно; в-третьих, в ОТО нет выраженного направления времени, что составляет трудность при его необходимом выделении и порождает проблему интерпретации полученного решения.
Тем не менее, программа квантования гравитационного поля была успешно решена к 1950-м годам усилиями М. П. Бронштейна, П. А. М. Дирака, Брайса Девитта и других физиков. Оказалось, что (по крайней мере слабое) гравитационное поле можно рассматривать как квантовое безмассовое поле спина 2.
Дополнительные сложности возникли при попытке вторичного квантования системы гравитационного поля, проведённой Р. Фейнманом, Брайсом Девиттом и другими физиками в 1960-х годах после разработки квантовой электродинамики. Оказалось, что поле такого высокого спина в трёхмерном пространстве не перенормируемо никакими традиционными (и даже нетрадиционными) способами. Более того, не существует никакого разумного определения его энергии, такого, чтобы выполнялся закон сохранения энергии, она была бы локализуема и неотрицательна в любой точке (см. выше пункт «Проблема энергии»).
Полученный тогда результат остаётся незыблемым до настоящего времени (2012). Расходимости в высоких энергиях в квантовой гравитации, появляющиеся в каждом новом порядке по количеству петель, невозможно сократить введением в гамильтониан никакого конечного количества перенормировочных контрчленов. Невозможно и свести перенормировку к конечному числу постоянных величин (как это удалось сделать в квантовой электродинамике по отношению к элементарному электрическому заряду и массе заряженной частицы).
На сегодняшний день построено много теорий, альтернативных ОТО (теория струн, получившая развитие в М-теории, петлевая квантовая гравитация и другие), которые позволяют квантовать гравитацию, но все они либо не закончены, либо имеют внутри себя неразрешённые парадоксы. Также подавляющее большинство из них обладает огромным недостатком, который вообще не даёт возможности говорить о них как о «физических теориях», — они не фальсифицируемы, то есть не могут быть проверены экспериментально.
Другой проблемой является то, что представления о пространстве и времени общей теории относительности являются существенно макроскопическими и не могут быть описаны с точки зрения квантовой механики.

### Проблема причинности
Решения уравнений Эйнштейна в некоторых случаях допускают замкнутые времениподобные линии. С одной стороны, если замкнутая времениподобная линия возвращается в ту же точку, откуда было начато движение, то она описывает приход в то же самое «время», которое уже «было», несмотря на то, что прошедшее для наблюдателя на ней время не равно нулю. Таким образом, мы получаем вдоль этой линии замкнутую цепь причин и следствий — путешествие во времени. Аналогичные проблемы возникают также при рассмотрении решений — проходимых кротовых нор.
Возможно, подобные решения демонстрируют потенциальные возможности создания «машин времени» и «сверхсветовых путешествий» в рамках общей теории относительности. Вопросы «физичности» таких решений — одни из активно дебатируемых в настоящее время.
А. Эйнштейн высоко оценил результат о замкнутых времениподобных линиях, впервые полученный К. Геделем в 1949 году.

Я считаю, что статья Курта Гёделя представляет собой важный вклад в общую теорию относительности, в особенности в анализ понятия времени.

В то же время он рассматривал замкнутые времениподобные линии как интересные теоретические конструкции, лишённые реального физического смысла.

Было бы интересно выяснить, не следует ли такие решения исключать из рассмотрения на основе физических соображений.

### Проблема сингулярности
Во многих решениях уравнений Эйнштейна присутствуют сингулярности, то есть, согласно одному из определений, неполные геодезические кривые, которые не могут быть продолжены. Имеется ряд критериев наличия сингулярностей и ряд проблем, связанных с критериями наличия гравитационных сингулярностей. Простейшим примером сингулярности может быть выколотая точка в пространстве Минковского — входящая в неё геодезическая не может быть продолжена далее. Такие сингулярности, получаемые вырезанием частей пространства-времени, являются, однако, весьма искусственными. Возникновение сингулярностей в максимально продолженных решениях уравнений Эйнштейна (что убирает указанные сингулярности вырезаний) доказывается в рамках теорем о сингулярностях для многих физических ситуаций, например, для чёрных дыр и ранней Вселенной. Основная сложность с точки зрения теории проявляется в потере предсказательной способности ОТО в области влияния сингулярности. Однако, есть предположение, что в физически релевантных случаях сингулярности рождаются только под горизонтами событий — принцип космической цензуры, таким образом во внешней Вселенной общая теория относительности сохраняет предсказательную силу.

## Философские аспекты теории относительности
А. Эйнштейн подчёркивал важность философских проблем современной физики.

В наше время физик вынужден заниматься философскими проблемами в гораздо большей степени, чем это приходилось делать физикам предыдущих поколений. К этому физиков вынуждают трудности их собственной науки.

Философскую основу теории относительности составляют гносеологические принципы наблюдаемости (запрещается пользоваться понятиями принципиально ненаблюдаемых объектов), простоты (все следствия теории необходимо вывести из наименьшего числа допущений), единства (идея единства знания и единства описываемого им объективного мира, реализуется в процессе обобщения законов природы, перехода от частных законов к более общим в ходе развития физики), методологический гипотезо-дедуктивный принцип (формулируются гипотезы, в том числе в математической форме, и на их основании выводятся проверяемые опытным путём следствия), онтологический принцип динамического детерминизма (данное состояние замкнутой физической системы однозначно определяет все её последующие состояния) и принцип соответствия (законы новой физической теории при надлежащем значении ключевого характеристического параметра, входящего в новую теорию, переходят в законы старой теории).

Во-первых, в центре всего рассмотрения стоит вопрос: существуют ли в природе физически выделенные (привилегированные) состояния движения? (Физическая проблема относительности). Во-вторых, фундаментальным оказывается следующий гносеологический постулат: понятия и суждения имеют смысл лишь постольку, поскольку им можно однозначно сопоставить наблюдаемые факты (требование содержательности понятий и суждений).

Весь предшествующий опыт убеждает нас в том, что природа представляет собой реализацию простейших математически мыслимых элементов.

Существует иная, более тонкая причина, играющая не меньшую роль, а именно, — стремление к единству и простоте предпосылок теории…

Вера в существование внешнего мира, независимого от воспринимающего субъекта, лежит в основе всего естествознания.

Основываясь на принципе наблюдаемости, при создании специальной теории относительности Эйнштейн отверг понятие эфира и основанную на ней интерпретацию результатов опыта Майкельсона, данную Лоренцем.
Используя принцип простоты, при создании общей теории относительности Эйнштейн обобщил принцип относительности на неинерциальные системы отсчёта.
Осуществляя принцип единства, специальная теория относительности объединила понятия пространства и времени в единую сущность (четырёхмерное пространство-время Минковского), придала законам различных отраслей физики, механики и электродинамики единую лоренц-инвариантную форму, а общая теория относительности раскрыла связь между материей и геометрией пространства-времени, которая выражается общековариантными гравитационными уравнениями.
Наиболее ярко роль гипотезо-дедуктивного метода проявилась в создании общей теории относительности. В основе общей теории относительности лежат гипотезы о геометрической природе гравитации и о взаимосвязи геометрических свойств пространства-времени с материей.
Принцип соответствия играет большую эвристическую роль в общей теории относительности. Исходя из требования перехода уравнений Эйнштейна в уравнение Пуассона для гравитационного поля ньютоновской физики {\displaystyle \Delta \Phi =4\pi G\rho } при {\displaystyle \Phi \ll c^{2}} и {\displaystyle v\ll c} можно определить числовой коэффициент в правой части уравнений Эйнштейна.
При создании теории относительности на Эйнштейна оказали большое влияние работы Юма, Маха и Канта:

Что же касается меня, то я должен признать, что мне прямо или косвенно помогли работы Юма и Маха.
— Альберт Эйнштейн.
Идея Юма о разделении логических и эмпирических истин стимулировала у Эйнштейна критический анализ представлений о пространстве-времени и причинности. Критика Махом ньютоновских понятий пространства и времени оказала влияние на отказ Эйнштейна от понятий абсолютного пространства и времени в процессе создания специальной теории относительности. Мысль Канта о самостоятельном значении логических категорий относительно опыта использовалась Эйнштейном при создании общей теории относительности.

Человек стремится к достоверному знанию. Именно поэтому обречена на неудачу миссия Юма. Сырой материал, поступающий от органов чувств, — единственный источник нашего познания, может привести нас постепенно к вере и надежде, но не к знанию, а тем более к пониманию закономерностей. Тут на сцену выходит Кант. Предложенная им идея, хоть и была неприемлема в своей первоначальной формулировке, означала шаг вперёд в решении юмовской дилеммы: всё в познании, что имеет эмпирическое происхождение, недостоверно (Юм). Следовательно, если мы располагаем достоверным знанием, то оно должно быть основано на чистом мышлении. Например, так обстоит дело с геометрическими теоремами и с принципом причинности. Эти и другие типы знания являются, так сказать, частью средств мышления и поэтому не должны быть сначала получены из ощущений (то есть они являются априорным знанием). В настоящее время всем, разумеется, известно, что упомянутые выше понятия не обладают ни достоверностью, ни внутренней необходимостью, которые приписывал им Кант. Однако правильным в кантовской постановке проблемы является, на мой взгляд, следующее: если рассматривать с логической точки зрения, то окажется, что в процессе мышления мы, с некоторым «основанием», используем понятия, не связанные с ощущениями.

## Парадоксы ОТО и квантовой механики
- Парадокс Эренфеста о кинематике абсолютно твёрдого вращающегося диска.
- Исчезновение информации в чёрной дыре: чёрная дыра нарушает общепризнанную научную догму — что информация не уничтожается.

### Парадоксы ОТО, связанные спутешествиями во времени
- Парадокс происхождения ставит вопрос о происхождении объектов или информации при путешествиях в прошлое.
- Парадокс убитого дедушки: человек перемещается в прошлое и убивает своего дедушку до того, как он познакомился с его бабушкой. Из-за этого этот человек не сможет появиться на свет и, следовательно, не сможет убить своего дедушку.
- Парадокс предопределения: человек попадает в прошлое, имеет половую связь со своей прабабушкой и зачинает своего дедушку. В результате получается череда потомков, включая родителя этого человека и его самого. Следовательно, если бы он не путешествовал в прошлое, его бы вообще не существовало.
- Парадокс конечного прошлого и бесконечного будущего[англ.]: парадокс о путешествии в прошлое. Бесконечное число путешественников в ограниченный отрезок времени прошлого. Если машина, на которой возможно перемещение в прошлое, всё-таки будет изобретена, количество путешественников из бесконечного будущего будет соответственно бесконечным, в конечный отрезок прошлого.

### Принцип самосогласованности Новикова для разрешения парадоксов, связанных с путешествиями во времени
Принцип самосогласованности Новикова — принцип, призванный разрешить парадоксы, связанные с путешествиями во времени, теоретически допускаемыми некоторыми решениями уравнений Эйнштейна, разрешающими существование замкнутых времениподобных линий. В упрощённой формулировке принцип самосогласованности постулирует, что при перемещении в прошлое вероятность действия, изменяющего уже случившееся с путешественником событие, стремится к нулю. Сформулирован в середине 1980-х годов астрофизиком и космологом И. Д. Новиковым.

## Профильные издания
Статьи по общей теории относительности и гравитации вообще публикуются в многочисленных научных журналах общефизического профиля, в числе которых выделим обзорные «Успехи физических наук», Reviews of Modern Physics, Physics Reports; и преимущественно оригинальные — российский «Журнал экспериментальной и теоретической физики» и американский Physical Review D, а также журналы быстрых публикаций при них — «Письма в Журнал экспериментальной и теоретической физики» и Physical Review Letters.
Существуют также специализированные журналы:
- Living Reviews in Relativity — единственный гравитационный обзорный журнал. Выпускается в электронной форме Институтом гравитационной физики Общества Макса Планка (Институтом имени Альберта Эйнштейна), Потсдам, Германия. Авторы журнала являются признанными специалистами в обозреваемых вопросах, а сами обзоры постоянно обновляются. Все материалы журнала могут быть рекомендованы для ознакомления с современным состоянием гравитационной физики.
- Classical and Quantum Gravity — журнал, выпускаемый английским Институтом физики. Сейчас в основном посвящён проблемам квантовой гравитации, но публикует работы и по всем другим разделам гравитации.
- General Relativity and Gravitation — старейший гравитационный журнал, выходящий с 1970 года. Выпускается при поддержке Международного Общества общей теории относительности и гравитации.
- «Гравитация и космология» — ежеквартальный российский журнал, выпускаемый Учебно-научным институтом гравитации и космологии Российского университета дружбы народов.